# Andrea del Castagno
Andrea di Bartolo di Bargilla, detto Andrea del Castagno (Castagno, 1421 – Firenze, 1457), è stato un pittore italiano.
Fu uno dei protagonisti della pittura fiorentina nei decenni centrali del XV secolo, assieme a Beato Angelico, Filippo Lippi, Domenico Veneziano e Paolo Uccello. Il suo stile personalissimo fu influenzato da Masaccio e Donatello, dei quali sviluppò in particolare la resa prospettica, il chiaroscuro plastico, che drammatizzò con l'uso di tinte più scure, e il realismo delle fisionomie e dei gesti, talvolta così esasperato da raggiungere esiti espressionistici.
A Firenze la sua lezione fu solo in parte capita e recepita, mentre si sviluppava, in età laurenziana, un gusto prevalentemente legato alla ricercatezza del disegno e a un accordo elegante di tinte chiare. Fu invece a Ferrara che l'opera di Andrea del Castagno venne ulteriormente sviluppata, ponendo le basi per la scuola locale di Cosmè Tura, Francesco del Cossa ed Ercole de' Roberti.

## Biografia

### Giovinezza e formazione

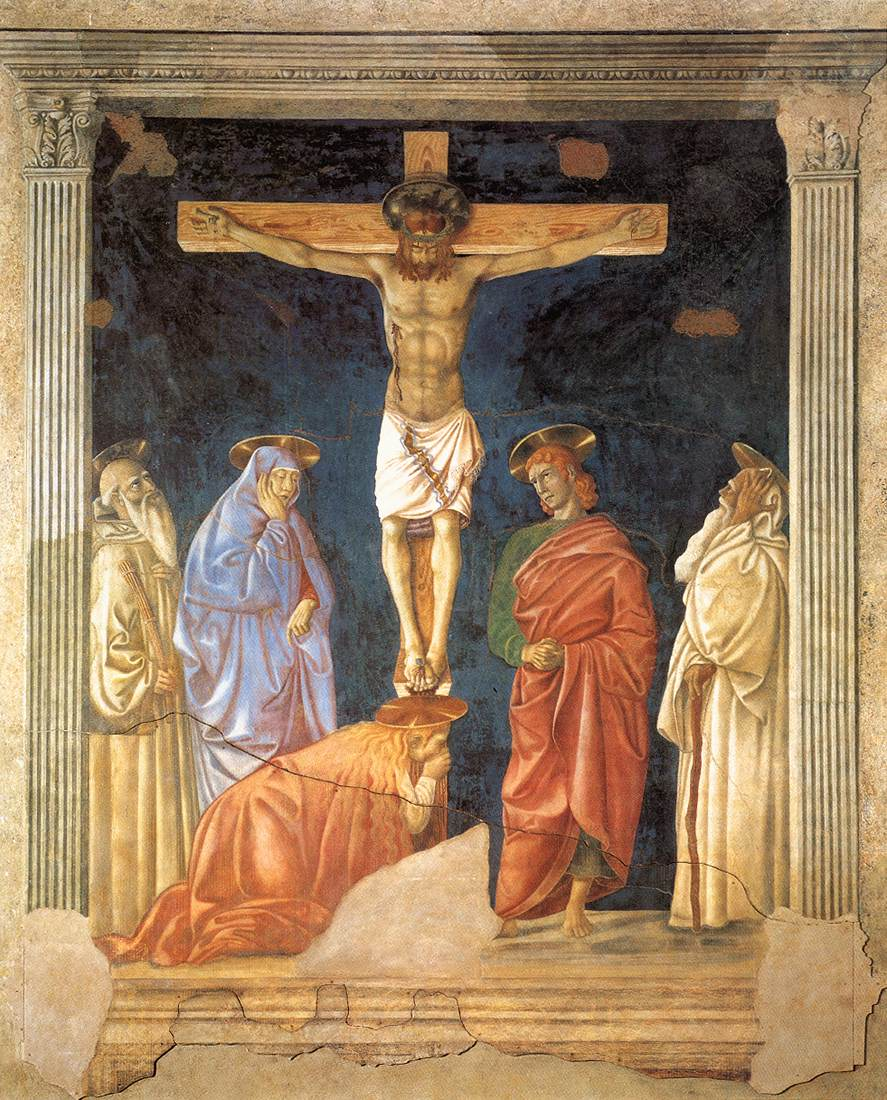
Crocifissione di Santa Maria Nuova, Ospedale di Santa Maria Nuova, Firenze

Andrea nacque nel 1421 circa a Castagno, villaggio sulle pendici del Falterona nel comune di San Godenzo, circa a metà strada tra Firenze e Forlì, da Bartolo di Simone di Bargilla e Lagia. Durante la guerra tra Firenze e Milano visse a Corella, nella fortezza di Belforte, al riparo dalle scorrerie e dai saccheggi. Al termine della guerra rientrò con la sua famiglia a Castagno. Nel 1440, con la protezione di Bernardetto de' Medici, si recò a Firenze, dove dipinse, dopo la battaglia di Anghiari, l'effigie dei ribelli impiccati (Albizzi e Peruzzi), sulla facciata del Palazzo del Podestà (perduti già nel 1494), da cui il soprannome di «Andrea degli Impiccati».
Non si sa niente della sua formazione, ipoteticamente si possono fare i nomi di Filippo Lippi e Paolo Uccello, ma gli artisti che influenzarono di più il giovane Andrea furono Masaccio e Donatello. Nel 1439 era, con Piero della Francesca e altri, tra gli assistenti di Domenico Veneziano durante la realizzazione degli affreschi perduti delle Storie della Vergine nella chiesa di Sant'Egidio, ai quali lavorò per completarli anche più tardi.
Tra il 1440 e il 1441 realizzò l'affresco con la Crocifissione e santi per l'Ospedale di Santa Maria Nuova: la costruzione prospettica della scena e la volumetria delle figure sono di origine masaccesca.

### A Venezia

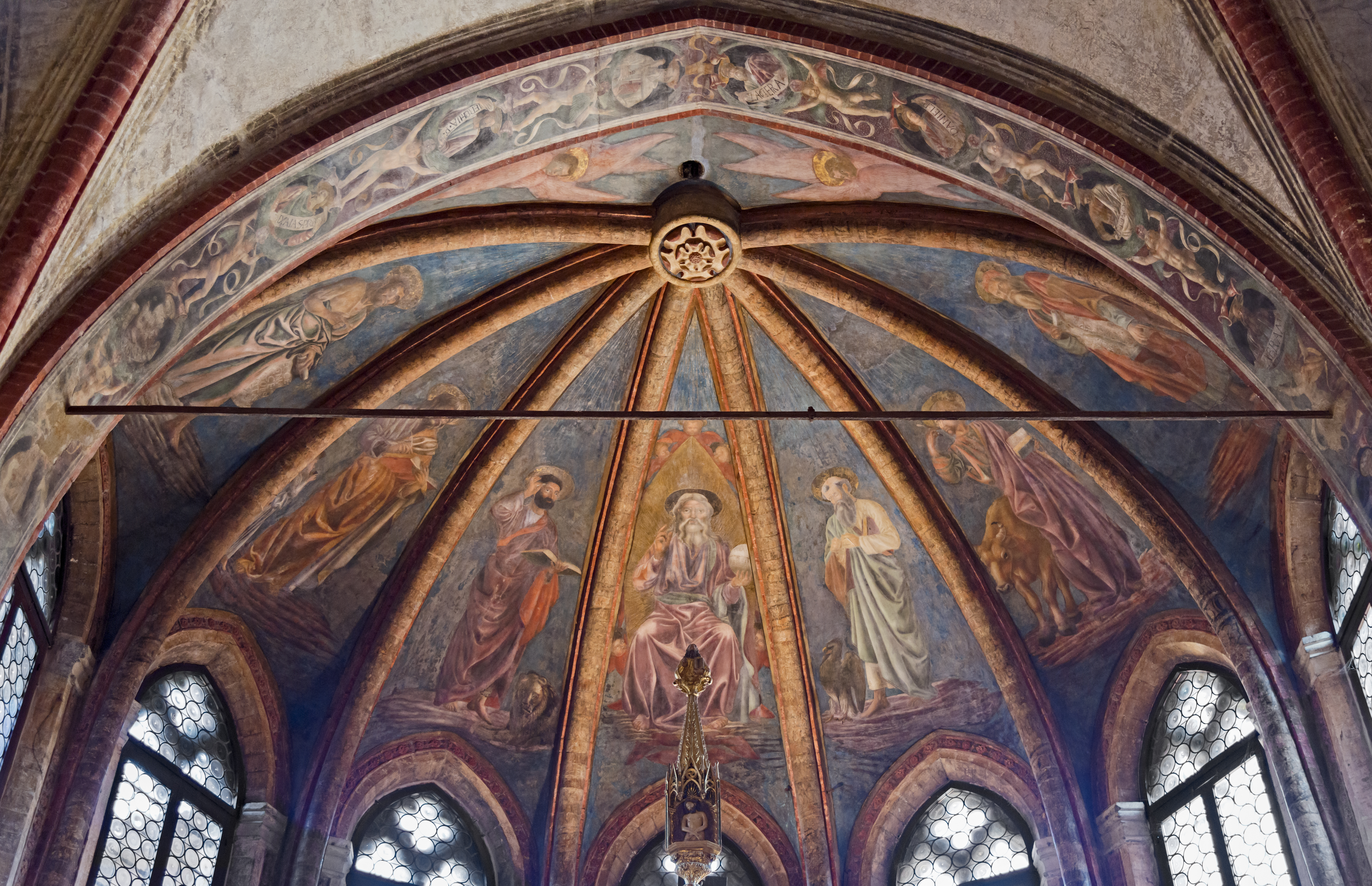
Cappella di San Tarasio in San Zaccaria

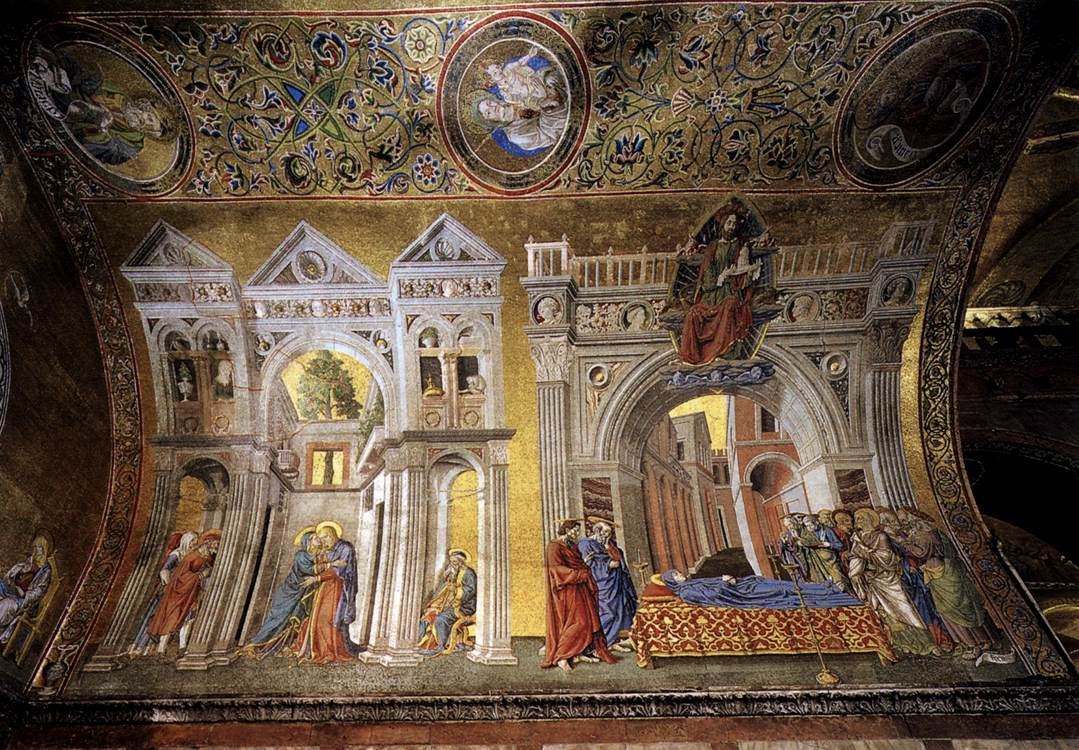
Mosaici delle Storie della Vergine, San Marco, Venezia

Nel 1442 si recò a Venezia dove, nell'abside della cappella di San Tarasio in San Zaccaria, eseguì gli affreschi con Dio Padre, Santi e i quattro Evangelisti in collaborazione con Francesco da Faenza. Di sua mano sono il Dio Padre, San Giovanni Battista e San Giovanni Evangelista. L'opera, asciutta nella grafica e nei contorni, fu coraggiosamente impostata in modo prospettico e con la centralità delle figure umane, in netto contrasto con la cultura figurativa veneziana dell'epoca, che risentiva di stilemi bizantini.
Successivamente lavorò alla Basilica di San Marco lasciando il disegno per alcuni mosaici con le Storie della Vergine (tra cui Visitazione e Morte della Vergine), databili al 1442-1443.

### La maturità a Firenze
Tornato a Firenze nel 1444 fornì il cartone per una vetrata a Santa Maria del Fiore con la Deposizione. Il 30 maggio 1445 si immatricolò all'Arte dei Medici e Speziali. Di quello stesso anno è l'affresco con la Madonna col Bambino e santi della Collezione Contini Bonacossi.
Nel 1447 lavorò nel refettorio di Sant'Apollonia a Firenze, una delle sue opere più significative. Nella parte superiore della parete affrescata dipinse a destra la Deposizione, al centro la Crocifissione e a sinistra la Resurrezione (scene molto rovinate poiché scialbate, ma ancora leggibili); nella parte inferiore l'Ultima Cena: la scena della rivelazione del tradimento si svolge in un ambiente ricco, caratterizzato dalla decorazione a tarsie marmoree e con richiami all'antico, come le due sfingi ai lati della tavolata. In questa scena, scorciata con violenza, le figure, in pose pacate e solenni, si allineano seguendo il ritmo orizzontale e convergono nel gruppo centrale formato dal Cristo, Giovanni e Giuda (seduto, diversamente dalle altre figure, nella parte opposta della tavolata). Sempre per Sant'Apollonia dipinse su una sopraporta l'affresco con Cristo in Pietà sorretto da due angeli (di cui rimane anche la sinopia).
Tra il 1449 e il 1450 dipinse l'Assunzione della Vergine tra i santi Miniato e Giuliano per la distrutta chiesa di San Miniato fra le Torri (ora a Berlino). In quegli anni lavorò per Filippo Carducci al Ciclo degli uomini e donne illustri nella Villa Carducci di Legnaia, che comprende i ritratti a tutta figura di Pippo Spano, Farinata degli Uberti, Niccolò Acciaioli, Dante, Petrarca, Boccaccio, la Sibilla Cumana, Ester e Tomiri.

### Ultima fase

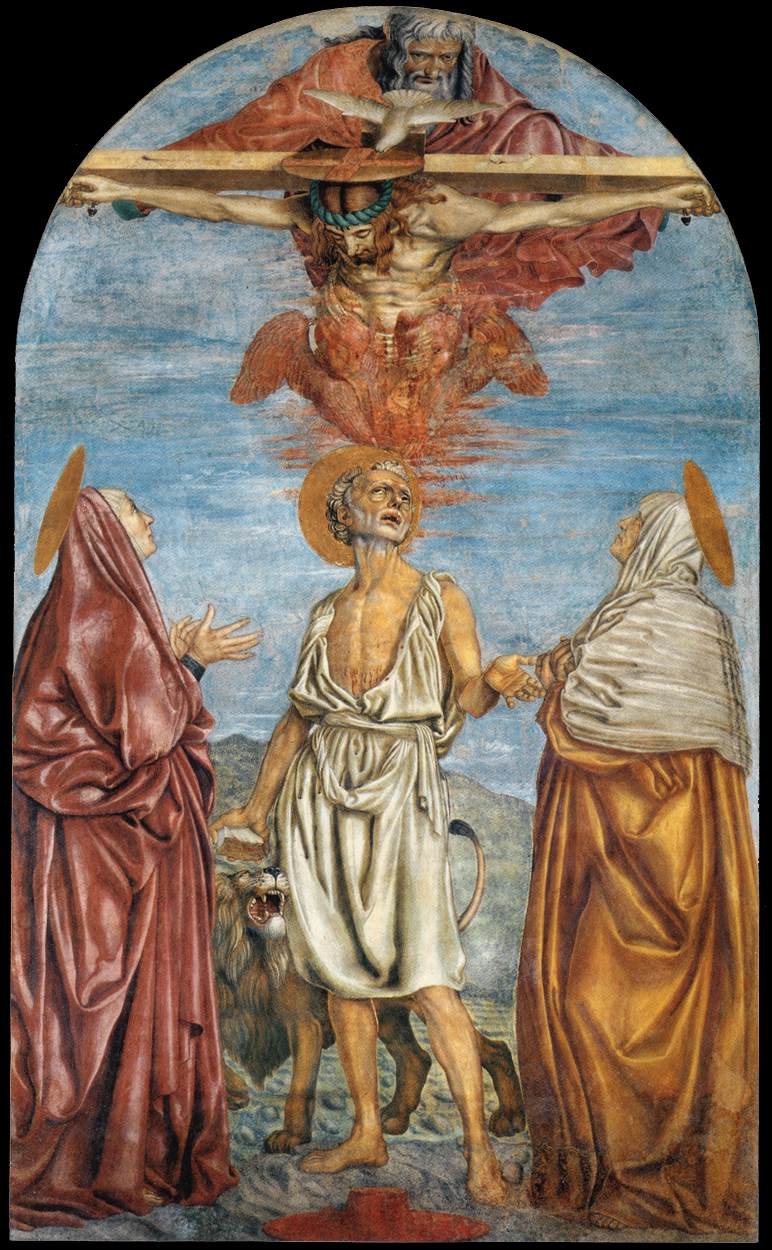
Apparizione della Trinità, Santissima Annunziata, Firenze

Al 1450 circa fanno riferimento la Crocifissione di Londra, il David con la testa di Golia e il Ritratto d'uomo di Washington. Tra il gennaio 1451 e il settembre 1453 riprese gli affreschi delle Scene della vita della Vergine lasciati incompiuti da Domenico Veneziano a Sant'Egidio (perduti). A ottobre Filippo Carducci gli commissionò altri affreschi per la sua villa di Legnaia, in particolare Eva e una Madonna col Bambino molto lacunosa.
Nel 1455 lavorò alla chiesa della Santissima Annunziata (affreschi con Trinità san Girolamo e due sante e San Giuliano e il Redentore). Nel primo seppe coniugare l'accentuazione dei valori espressivi a un esasperato realismo. Di poco precedente e certamente più drammatica è la statua in terracotta visibile nell'oratorio di San Francesco Poverino, a pochi passi dalla basilica, rappresentante san Girolamo penitente che, recentemente restaurata, può considerarsi il modello cui Andrea si è ispirato per il suo san Girolamo: stessa postura, stessa veste, stesso nervosismo e realismo. Sempre che la scultura non sia proprio opera di Andrea, modellata prima di accingersi agli affreschi.
Di quegli anni dovrebbe essere l'affresco della Crocifissione di Santa Maria degli Angeli, oggi in Sant'Apollonia. Nel 1456 affrescò in Duomo il Monumento equestre di Niccolò da Tolentino, in pendant con un analogo affresco di Paolo Uccello.
Morì di peste il 19 agosto 1457.

## Opere

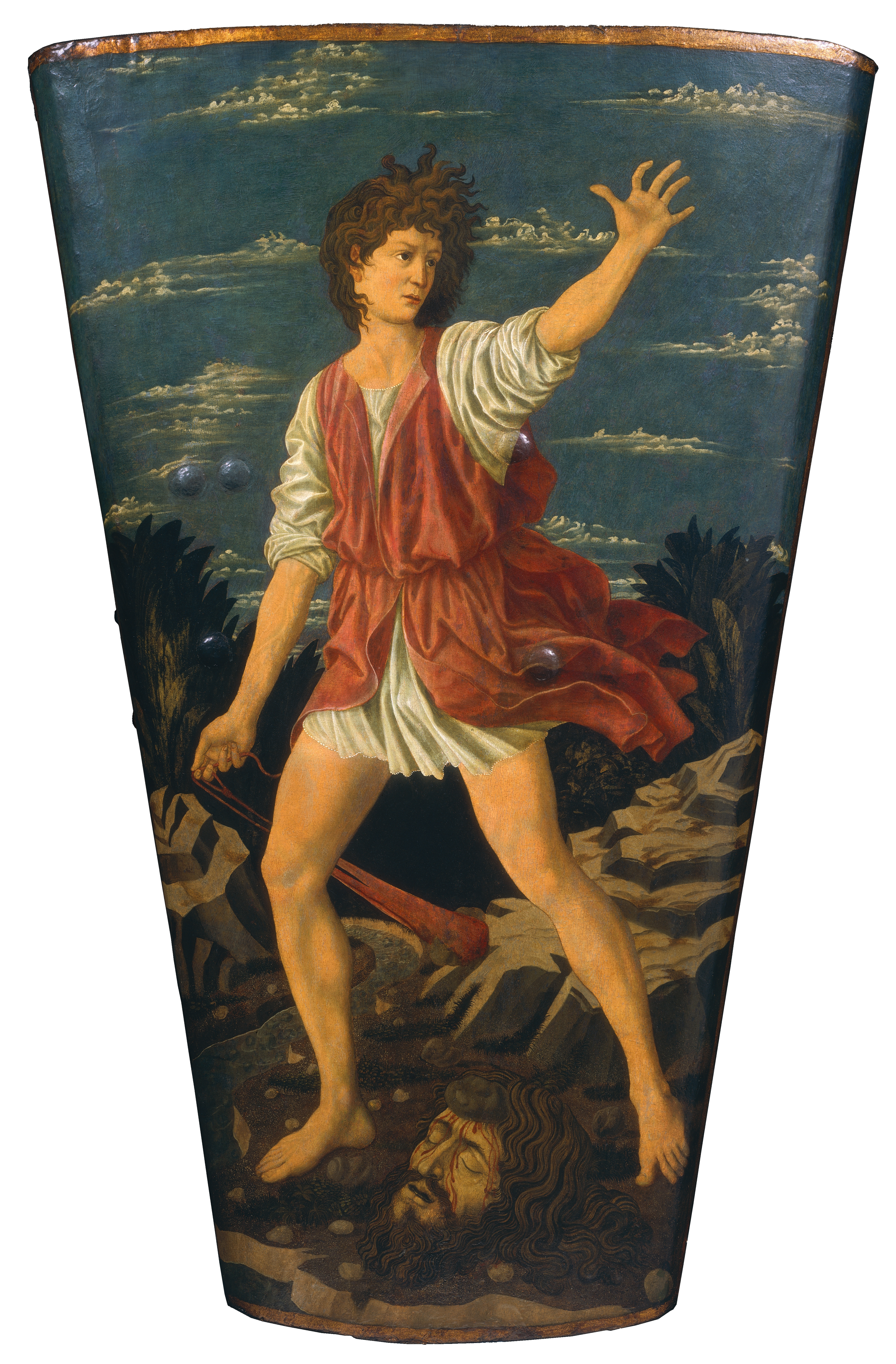
David con la testa di Golia, National Gallery of Art, Washington

- Storie della Vergine (con Domenico Veneziano, Alessio Baldovinetti e Piero della Francesca), 1439 poi 1451-1453, affreschi perduti, già nella chiesa di Sant'Egidio, Firenze; qualche frammento è esposto nel Cenacolo di Sant'Apollonia, Firenze
- Crocifissione e santi, 1440-1441, affresco staccato, Ospedale di Santa Maria Nuova, Firenze
- Dio Padre, I quattro Evangelisti e i santi Giovanni battista e Zaccaria, agosto 1442, affreschi, chiesa di San Zaccaria, Venezia
- Morte di Maria, 1444-47 c, cartone per mosaico (con altri artisti), Basilica di San Marco, cappella del doge Francesco Foscari, Venezia
- Deposizione, 1444, cartone per vetrata, cattedrale di Santa Maria del Fiore, Firenze
- Madonna di casa Pazzi, 1444, affresco staccato, Collezione Contini-Bonacossi, Firenze, Galleria degli Uffizi
- Cenacolo di Sant'Apollonia, 1447, affreschi e sinopie, ex-monastero di Sant'Apollonia, Firenze
  - Ultima Cena
  - Deposizione
  - Crocifissione
  - Resurrezione
- Cristo in pietà sorretto da due angeli, 1447-1448 circa, affresco staccato, ex-monastero di Sant'Apollonia, Firenze
- Ciclo degli uomini e donne illustri, 1448-1451, affreschi staccati, già a villa Carducci di Legnaia, Galleria degli Uffizi, Firenze
- Assunzione della Vergine tra i santi Miniato e Giuliano, 1449-1450, tempera su tavola, Gemäldegalerie di Berlino
- Crocifissione, 1450 circa, tempera su tavola, National Gallery, Londra
- David con la testa di Golia, 1450 circa, tempera su pelle applicata su tavola, National Gallery of Art, Washington
- Ritratto d'uomo, 1450-1457 circa, tempera su tavola, National Gallery of Art, Washington
- Adamo, Eva e Madonna col Bambino, 1450 circa, affreschi, villa Carducci di Legnaia, Firenze
- San Giuliano e il Redentore, affresco, 1451, basilica della Santissima Annunziata, Firenze
- Trinità e santi, 1455, affresco, basilica della Santissima Annunziata, Firenze
- Trinità e santi, 1455, sinopia, ex-monastero di Sant'Apollonia, Firenze
- Crocifissione di Santa Maria degli Angeli, 1455 circa, affresco staccato, ex-monastero di Sant'Apollonia, Firenze
- Monumento equestre di Niccolò da Tolentino, 1456, affresco, cattedrale di Santa Maria del Fiore, Firenze

### Opere della scuola
- Martirio di San Tommaso, Museo dell'Opera di Santa Croce, Firenze
- Cardinale giacente, Museo dell'Opera di Santa Croce, Firenze